# 高麗恭愍王
高丽恭愍王（：／ Goryeo Gongminwang；1330年—1374年），是高丽王朝第31任君主（1351年—1374年在位），姓王，諱颛（：／ Wang Jeon），原名王祺（：／ Wang Gi），蒙古名伯顏帖木儿。高丽忠肃王次子，高丽忠惠王之弟。諡号恭愍仁文義武勇智明烈敬孝大王。

## 生平
高麗忠肅王十七年（1330年）五月生，封江陵大君。高麗忠惠王後二年（1341年），元順帝召入京師宿衛，稱“大元子”，在大都作為人質生活了10年。高麗忠穆王即位，封為江陵府院大君。忠穆薨，國人欲立他，元朝讓忠定王襲位，仍留他宿衛。忠定王元年（1349年），尹澤、李承老獻書元朝中書省請立他為王。同年迎娶元朝鲁國大長公主寶塔失里（仁德王后）。高麗忠定王三年（1351年）十月，被元順帝封為高麗國王，高麗忠定王被迫退位。他回國上台不久，各地就被倭寇侵擾。
高麗恭愍王元年（1352年），判三司事趙日新作亂，被誅。同年大量倭寇進犯高麗，王京大震，境内騷然。此後各地倭寇不絕。恭愍王下令禁止高麗人作蒙古族打扮。
1354年八月脱脱奉詔討張士誠，徵兵高麗，恭愍王為缓和與元朝的矛盾，派柳濯、廉悌臣、權謙、元颢、羅英杰、印璫、金鏞、李權、康允忠、鄭世雲、黄裳、崔瑩、李芳實、安祐等率两萬三千人助戰。
高丽恭愍王五年（1356年），大司徒奇辙谋反，被诛。奇辙为元顺帝奇皇后之兄，挟威震主，被恭愍王夷族。三月，罷征東行中書省理問所。又以评理印璫，同知密直司事姜仲卿为西北面兵马使，司尹辛王旬、俞洪，前大护军崔莹、前副正崔夫介为副使，率军攻鸭绿江以西八站。六月癸丑，引兵渡鸭绿江攻婆娑府等三站破之。一度停用至正年号，又遣枢密院副使柳仁雨攻取元朝双城总管府，并收降元朝斡东千户所千户李子春（蒙古名吾鲁思不花）。高丽攻佔“和、登、定、长、预、高、文、宜及宣德、宁仁、辉德、静边等镇。”至此，1258年后归属元朝的部分土地被高丽收回。高丽又继续北进，攻占曷懒甸之战时设立的咸州，即元之合兰府（今咸镜南道咸兴）至三散（今咸镜南道北青）的土地，势力达至伊板岭（即朝鲜摩天岭山脈）。
高丽恭愍王八年（1359年），红巾军侵略高丽，攻陷西京平壤，遣平章事李承庆为都元帅，拒之。次年，红巾军被击败，退回鸭绿江。高丽恭愍王十年（1361年），红巾军再次入侵，遣枢密院副使李芳实为西北面都指挥使，拒之。红巾军逼近京畿，高丽恭愍王南逃福州，开城陷落。次年，以参政鄭世雲为总兵官，督诸军进攻盘踞开京（今朝鲜民主主义人民共和国开城）的红巾军。红巾军大败，逃出高丽。同年，元朝辽阳行省丞相纳哈出意图收复三散、忽面等地，被东北面上万户李成桂击败。高丽恭愍王十二年（1363年），还都开城。六月平澤縣暴乱。年底元顺帝下詔废恭愍王的王位，立忠宣王三子德兴君王譓（塔思帖木儿）为高丽国王，奇三宝奴为太子，命令发辽阳行省兵渡鸭绿江，当年崔莹率军战胜残留在济州岛、平壤等地送塔思帖木兒去高麗即位的元朝军队。
高丽恭愍王十三年（1364年）正月，崔濡、塔思帖木儿率一万军队围义州，恭愍王以赞成事崔莹为西北面都巡慰使，败之。十月，元顺帝朝遣翰林学士承旨奇田龙诏恭愍王复位。送崔濡于高丽，崔濡十一月被杀。次年，鲁国大长公主宝塔失里难产死。
高丽恭愍王十五年（1366年），遣使至元朝，表请改名王颛，开始信用僧人辛旽。大兴土木，祭奠鲁国大长公主。
高丽恭愍王十七年（1368年），吴王朱元璋在应天府即皇帝位，定国号“大明”，建元“洪武”，是為明太祖，遣征虏大将军徐达、副将军常遇春攻破大都，元顺帝北逃上都。次年，明太祖赐书恭愍王，恭愍王停用元朝年号，遣礼部尚书洪尚载、监门卫上护军李夏生奉表进贺；并遣奉翊大夫、密直副使李成桂为东北面元帅，进攻北元东宁府，以示忠诚。
高丽恭愍王十九年（1370年），明太祖遣尚宝司丞偰斯封恭愍王为高丽国王：“咨尔高丽国王王颛：世守朝鲜，绍前王之令绪；恪遵华夏，为东土之名藩。当四方之既平，尝专使而往报；即陈表贡，备悉忠诚。良由素习于文风，斯克谨修于臣职，允宜嘉尚，是用褒崇。今遣使赍印，仍封尔为高丽王，凡仪制服用许从本俗。于戏！保民社而袭封，式遵典礼，传子孙于永世，作镇边陲，其服训辞，益绥福履！”并另赐书告诫恭愍王不要太过崇佛，“国之大事，在祀与戎”，“今胡运既终，沙塞之民非一时可统，而朕兵未至辽沈，其间或有狂暴者出，不为中国患恐为高丽之扰。况倭奴出入海盗十有余年，王之虚实岂不周知？皆不可不虑也。”恭愍王遣三司左使姜师赞上表谢恩，缴还元朝颁赐的高丽国王之印，并要求收回耽罗，以当地蒙古人为高丽百姓。同年，再遣李成桂出击东宁府。
高丽恭愍王二十年（1371年），流放辛旽，杀之。明太祖将陈友谅之子归德侯陈理、明玉珍之子归义侯明升迁居高丽。元朝辽阳行省平章刘益及王右丞以金、复、海、盖等州降于高丽。十月，高丽兵陷五老山寨，枢密副使哈利不花被俘。次年二月，北元派伯都帖木儿、玉山不花到高丽，以玺书赐高丽王：“顷因兵乱，迁于北。今以扩廓帖木儿为相，几于中兴。王亦世祖之孙也，宜助朕复正天下。”恭愍王欲杀北元使者，群臣阻拦。于是恭愍王在夜里会见伯都帖木儿，说自己有眼病，实际是防止明朝知道，恭愍王向北元献苎布。 
高丽恭愍王二十三年（1374年），明太祖遣礼部主事林密携中书省文谘至高丽取马：“钦奉圣旨：‘我想高丽国已先，元朝曾有马二三万留在耽罗牧養，孶生尽多，中书省差人将文书去与高丽国王说得知道，教他将好马拣选二千匹送来。’恭愍王遣门下评理韩邦彦前往耽罗取马，侨居当地牧马的蒙古人只同意送三百匹。林密等对恭愍王说：“济州马不满二千数，则帝必戮吾辈，请今日受罪于王。”恭愍王无以对，于是以门下赞成事崔莹为杨广、全罗、庆尚道都统使，将兵讨之，得胜而还。同年，恭愍王被宦官和內侍崔万生等弑杀。一说恭愍王无后，立辛旽之子辛禑为继承人，怕泄露消息，要杀男宠封锁消息，反被男宠杀害。禑王二年（1376年）九月，谥为“仁文义武勇智明烈敬孝大王”；十一年（1385年）九月，明朝赐谥“恭愍”。

## 个人生活
恭愍王有同性戀傾向，其子弟卫常侍卧内。

### 妻妾
| 稱號                           | 生卒年   | 父母       | 标题文字                                                 |
| ------------------------------ | -------- | ---------- | -------------------------------------------------------- |
| 仁德恭明慈睿宣安王太后寶塔失里 | ？－1365 | 元魏王     | 承懿公主、徽懿魯國大長公主、仁德太后。                   |
| 惠妃李氏                       | ？－1408 | 李齊賢     | 別名「惠和宮主」，剃髮爲尼。                             |
| 益妃韩氏                       |          | 德豊君王義 | 本王氏，賜姓韓，宗室女。                                 |
| 定妃安氏                       | ？－1428 | 安克仁     | 別名「義和宮主」、「貞淑宣明敬信翼成柔惠王大妃」。       |
| 愼妃廉氏                       |          | 廉悌臣     | 剃髮爲尼                                                 |
| 廢順靜王后韓氏                 |          | 韓俊 韓氏  | 本宮人，被偽稱禑王之母。祖父韓平、外祖韓良、曾祖父韓通。 |

### 子
- 江宁大君王禑：恭愍王和奴婢般若所生之子，但被怀疑其父是辛旽，因此也有人称其辛禑。

## 绘画

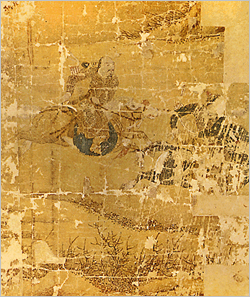
恭愍王真迹 天山大獵圖

恭愍王酷爱绘画，著有《天山大猎图》、《鲁国公主真》，《释迦出山像》、《廉悌臣像》、《阿房宫图》、《玄陵山水图》、《童子普贤六牙白象图》。

## 評價
KBS：在高麗王朝，除了開國君主太祖王建以外，最有名的君主恐怕就是恭愍王了。然而，他在相當長的一段時間裡，被人們誤認為是荒淫無道的君主。恭愍王即位之後所打出的旗幟是“反元改革政策”。他利用元朝衰落的時機，要恢復高麗長期以来被賤踏的自尊心。恭愍王執政的第一年（1352年），他下令禁止了“留辮子”、“穿胡服”等在高麗國内已經流傳很廣的風俗。他在逐漸排斥親元勢力的同時，又撤除了元朝為了干涉高麗内政而设立的“征東行中書省理問所”，並攻下了“雙城總管府”，1370年，命大將李成桂跨過鴨綠江討伐遼寧。他又任用了開化的僧侣辛旽，将土豪利用權勢所佔據的土地還给了原農民，解放了奴隸，並實施了一系列其它的改革政策。然而，恭愍王的改革受到保守派的權貴們的強烈反對與元朝施加的強大壓力無法得到應有的進展。红巾軍的入侵使政局陷入長期的混亂，改革也不得不被终止。支持自己改革的妻子鲁國大長公主於1365年被自己所信任的權臣李仁任毒死而逝世了，恭愍王悲傷欲絕，一心轉向佛事。僧侣辛旽被賦予了更高的權力，使得高麗上層社會的權力鬥爭愈演愈烈。1371年，辛旽被權臣李仁任誣告以叛逆罪處死，1374年，恭愍王也被權臣李仁任所指使的宦官及內侍弒殺，一心想要改革的君主就這樣逝世了。恭愍王可以說是高麗王朝最後的一絲希望，而他的死直接促成了高麗的滅亡。他所主張的改革與對鲁國公主的悼念也都從人們的記憶中褪去，留下的只有那改革失敗的君主名號。

## 影视
- 韓國MBC电视剧《辛旽》
- 韩国电影《霜花店》（2009年）中的王是以恭愍王为蓝本的。
- 韓國SBS电视剧《信義》
- 韓國SBS电视剧《大风水》
- 韩国KBS电视剧《鄭道傳》
- 韩国MBC电视剧《奇皇后》

### 引用
1. ↑  范永聰. . 香港教育圖書公司. 2009: 58  [2021-05-19]. ISBN 9789882003019. （原始内容存档于2021-05-19）.
2. ↑  蕭啟慶，《元麗關係中的王室皇姻與强權政治》，122~123頁。
3. ↑  吾鲁思不花之子李成桂后来成为高丽名将，並建立朝鲜王朝。
4. ↑  新元史 卷二十六·本纪第二十六
5. ↑  高丽史43卷 世家43 恭愍王 冬十月甲戌朔，子弟卫选年小、美者属焉，以代言金兴庆摠之. 於是洪伦、韩安、权瑨、洪宽、卢瑄等俱以宠幸常侍卧内. 王性不喜色，又不能御故公主，生时御幸甚稀。及薨，虽纳诸妃置诸别宫，不能近，日夜悲思公主，遂成心疾。常自粉黛为妇人状，先纳内婢少者房中取，掩其面，召兴庆及伦辈亂之，王从旁室穴隙视之. 及心歆动，卽引伦辈入卧内，使行於己如男女. 更数十人乃已。由是日晏，乃起，其或称意赏赐无。王虑无嗣，因使伦安等强辱诸妃，冀其生男以为己子. 定惠愼三妃死拒不从。后幸益妃宫，使兴庆伦安等通妃，拒之。王拔劒欲击妃，惧从之，自是矫旨数往来。
6. ↑  《高麗史》89卷八十九·列傳2卷·后妃·徽懿魯國大長公主寶塔失里
7. ↑  《高麗史》133卷·列傳46卷·禑王卽位年11月
8. ↑  .   [2017-08-12]. （原始内容存档于2017-08-12）.
9. ↑  .   [2017-08-12]. （原始内容存档于2017-08-12）.
10. ↑  《高麗史》44卷·世家44卷·恭愍王23年9月
11. ↑  《高麗史》118卷·列傳31卷·趙浚
12. ↑  .   [2018-02-19]. （原始内容存档于2018-02-20）.